# Klein Döbbern
Klein Döbbern (niedersorbisch Małe Dobrynje) ist ein Ortsteil der Gemeinde Neuhausen/Spree im Landkreis Spree-Neiße in Brandenburg. Bis zur Gemeindefusion am 19. September 2004 war Klein Döbbern eine eigenständige Gemeinde.

## Lage
Klein Döbbern liegt in der Niederlausitz in der Nähe der Talsperre Spremberg, rund neun Kilometer südlich von Cottbus. Der Ort ist von Cottbus aus über die Landstraße 472 zu erreichen, die kurz nach Groß Oßnig von der Bundesstraße 97 abzweigt und nach Groß Döbbern führt. Die Gemarkung von Klein Döbbern grenzt im Norden an Groß Oßnig mit dem Gemeindeteil Harnischdorf, im Osten an Neuhausen mit dem Gemeindeteil Bräsinchen, im Südosten an Sellessen, im Südwesten an Groß Döbbern und im Westen an Schorbus mit dem Wohnplatz Oelsnig. Zu Klein Döbbern gehören ein Teil des Wohnplatzes Grenze sowie der Wohnplatz Schäferberg.
Der Ort steht teilweise auf Braunkohle, der Tagebau Welzow-Süd liegt einige Kilometer südwestlich. Zu DDR-Zeiten bestand ein Baustopp wegen einer möglichen Abbaggerung.

## Geschichte
Die erste urkundliche Erwähnung des Dorfes als Cleynen Doberin erfolgte am 18. Juli 1457, auf einer Karte des Cottbusischen Kreises aus dem Jahr 1536 wird der Ort Cleinen Dobbern und im Jahr 1538 Klein Dober genannt. Rudolf Lehmann beschreibt die Dorfanlage als Platzdorf. Im Jahr 1495 kam Klein Döbbern in den Besitz der Familie von Loeben. Diesen gehörte das Dorf mindestens bis 1512, spätestens im Jahr 1536 gehörte das Gut den Herren von Zabeltitz. 1635 umfasste das Dorf 14 Ritterhufen, 22 Bauernhufen, vier Gärtner und zwei Schäfer sowie eine Schmiede. Nach dem Ende des Dreißigjährigen Krieges lebten in Klein Döbbern vier Bauern, zehn Gärtner und ein Büdner. 1678 kamen die Herren von Kottwitz in den Besitz des Dorfes.

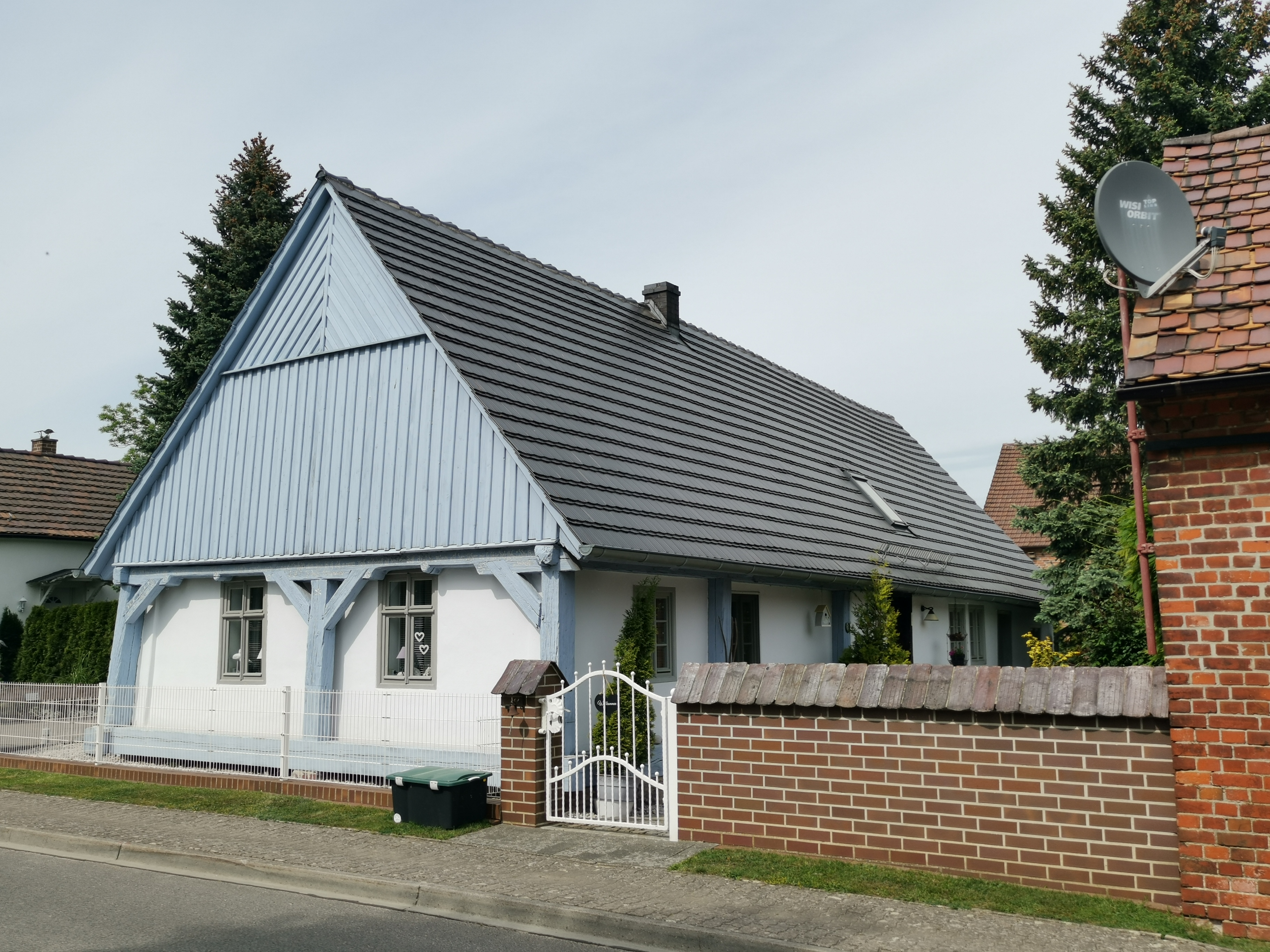
Historisches Umgebindehaus aus dem Jahr 1816

Als Teil des Cottbusischen Kreises lag Klein Döbbern bereits zum Zeitpunkt der Ersterwähnung in einer von Sachsen umgebenden Exklave der Mark Brandenburg und damit ab 1701 im Königreich Preußen. Im Jahr 1807 musste Preußen diese Exklave als Ergebnis des Friedens von Tilsit an das Königreich Sachsen abtreten, durch die auf dem Wiener Kongress beschlossene Teilung des Königreiches Sachsen wurde Klein Döbbern nur acht Jahre später wieder preußisch. Bei der Kreisreform von 1816 wurde der Ort dem Kreis Cottbus in der Provinz Brandenburg zugeordnet. Im Jahr 1818 lebten in Klein Döbbern 236 Einwohner in 29 Wohnhäusern. Bis 1846 stieg die Einwohnerzahl auf 326 an. Die Besitzverhältnisse wechselten im 19. Jahrhundert häufig.
Bei der Volkszählung am 1. Dezember 1871 hatten die Landgemeinde und der Gutsbezirk Klein Döbbern zusammen 394 Einwohner auf 68 Familien verteilt; von den Einwohnern waren 90 Kinder unter zehn Jahren. Alle Einwohner waren damals evangelisch-lutherischer Konfession. Die Kirchengemeinde umfasste neben der Pfarrkirche in Klein Döbbern seit 1740 auch die Kirche in Groß Döbbern sowie ab spätestens 1820 des Weiteren die Dorfkirche in Groß Oßnig. Der Kreis Cottbus wurde 1886 in Landkreis Cottbus umbenannt. Zu Beginn des 20. Jahrhunderts hatte Klein Döbbern 359 Einwohner, davon 294 in der Landgemeinde und 65 im Gutsbezirk. Im Zuge der Auflösung der Gutsbezirke in Preußen wurde der Gutsbezirk Klein Döbbern im Jahr 1928 mit der Landgemeinde vereinigt. 1939 lebten in der Gemeinde 316 Einwohner. Gegen Ende des Zweiten Weltkrieges wurden im Zuge von Kampfhandlungen im Vorfeld der Schlacht um Berlin unter anderem die Dorfkirche und das Gutshaus von Klein Döbbern zerstört.
Nach dem Ende des Krieges wurde das Gebiet sowjetisch besetzt und ab 1949 Teil der DDR. Die Kirche wurde ab 1950 rekonstruiert und konnte im folgenden Jahr wieder eingeweiht werden. Bei der DDR-Gebietsreform 1952 wurde Klein Döbbern dem neu gebildeten Kreis Cottbus (ab 1954 Kreis Cottbus-Land) im Bezirk Cottbus zugeordnet. Nach der Wiedervereinigung kam der Landkreis Cottbus mit Klein Döbbern zum Land Brandenburg, seit der Kreisreform vom 6. Dezember 1993 gehört Klein Döbbern zum Landkreis Spree-Neiße. Bereits ein Jahr zuvor hatte sich die Gemeinde mit mehreren umliegenden Kommunen zur Erledigung ihrer Verwaltungsgeschäfte im Amt Neuhausen/Spree zusammengeschlossen.
Am 26. Oktober 2003 sollte sich die Gemeinde Klein Döbbern nach Beschluss des „Zweiten Gesetzes zur landesweiten Gemeindegebietsreform betreffend die kreisfreie Stadt Cottbus und das Amt Neuhausen/Spree“ mit vierzehn weiteren Gemeinden zu der neuen Gemeinde Neuhausen/Spree zusammenschließen. Die Absätze zur Bildung der Großgemeinde Neuhausen/Spree und der damit verbundenen Auflösung des Amtes Neuhausen/Spree wurden jedoch durch das Verfassungsgericht des Landes Brandenburg für ungültig erklärt. Die Gemeinden legten daraufhin im Juli 2004 einen neuen Fusionsvertrag vor, der vom Innenministerium des Landes Brandenburg genehmigt wurde. Am 19. September 2004 wurde Klein Döbbern somit in die neu gegründete Großgemeinde Neuhausen/Spree eingegliedert, das Amt Neuhausen/Spree wurde aufgelöst.

## Politik

### Ortsbeirat
Zur Kommunalwahl in Brandenburg am 9. Juni 2024 wurde in Klein Döbbern ein neuer Ortsbeirat aus drei Mitgliedern gewählt. Ortsvorsteherin ist Monika Behla, ihre Stellvertreter sind Nora Niendorf (beide Bürgerinitiative Klein Döbbern) und Lothar Krogull (Wählergruppe Kulturfreunde).

### Wappen

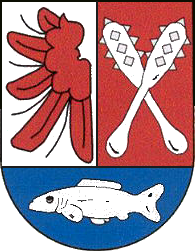
Inoffizielles Wappen

Der Ortsteil Klein Döbbern führt ein inoffizielles Ortsteilwappen. Dieses dient nur repräsentativen Zwecken, da die Wappenführung eines einzelnen Ortsteils in der Verordnung über kommunale Hoheitszeichen nicht vorgesehen ist. Bis zur Gemeindeauflösung im September 2004 war das Wappen das offizielle Gemeindewappen.
Ursprünglich soll der Ort auf der Flur Hobrysch am Roschitzer Berg gelegen haben. Um sich vor den Überfällen der Raubritter zu Beginn des 15. Jahrhunderts zu schützen, hatten sich der Sage nach die Bewohner in das sumpfige Tal zurückgezogen. Die Farben Rot und Silber sowie der Adlerflug sind dem brandenburgischen Wappen entlehnt. Die Morgensterne stehen als Symbol für die Raubritter und der Fisch deutet auf die nahe gelegene und zum Teil zur Gemeinde gehörende Talsperre Spremberg.

## Kultur und Sehenswürdigkeiten
Die Dorfkirche Klein Döbbern sowie das Umgebindehaus am Dorfanger 25 zählen zu den Baudenkmalen der Gemeinde Neuhausen/Spree. Die Kirche wurde im 13. Jahrhundert gebaut und im 17. Jahrhundert nach Osten erweitert. Im Jahr 1794 wurde der heutige Turm angebaut, nachdem der vorherige zerstört worden war. Gegen Ende des Zweiten Weltkrieges wurde die Kirche zerstört, zwischen 1950 und 1951 wurde sie unter Verwendung originaler Bausubstanz rekonstruiert. Nordwestlich der Kirche befindet sich ein Eiskeller. Das Umgebindehaus wurde 1816 errichtet und in den 2010er Jahren restauriert.
Das frühere Gutshaus wurde im Zweiten Weltkrieg beschädigt, die Reste des Gebäudes wurden nach Kriegsende abgetragen. Vom Gut zeugen noch alte Gutsgebäude südlich der Kirche sowie der ehemalige Park mit altem Baumbestand. Anstelle des Gutsschlosses wurde eine Grundschule gebaut, in dem Gebäude befindet sich heute ein Kindergarten.

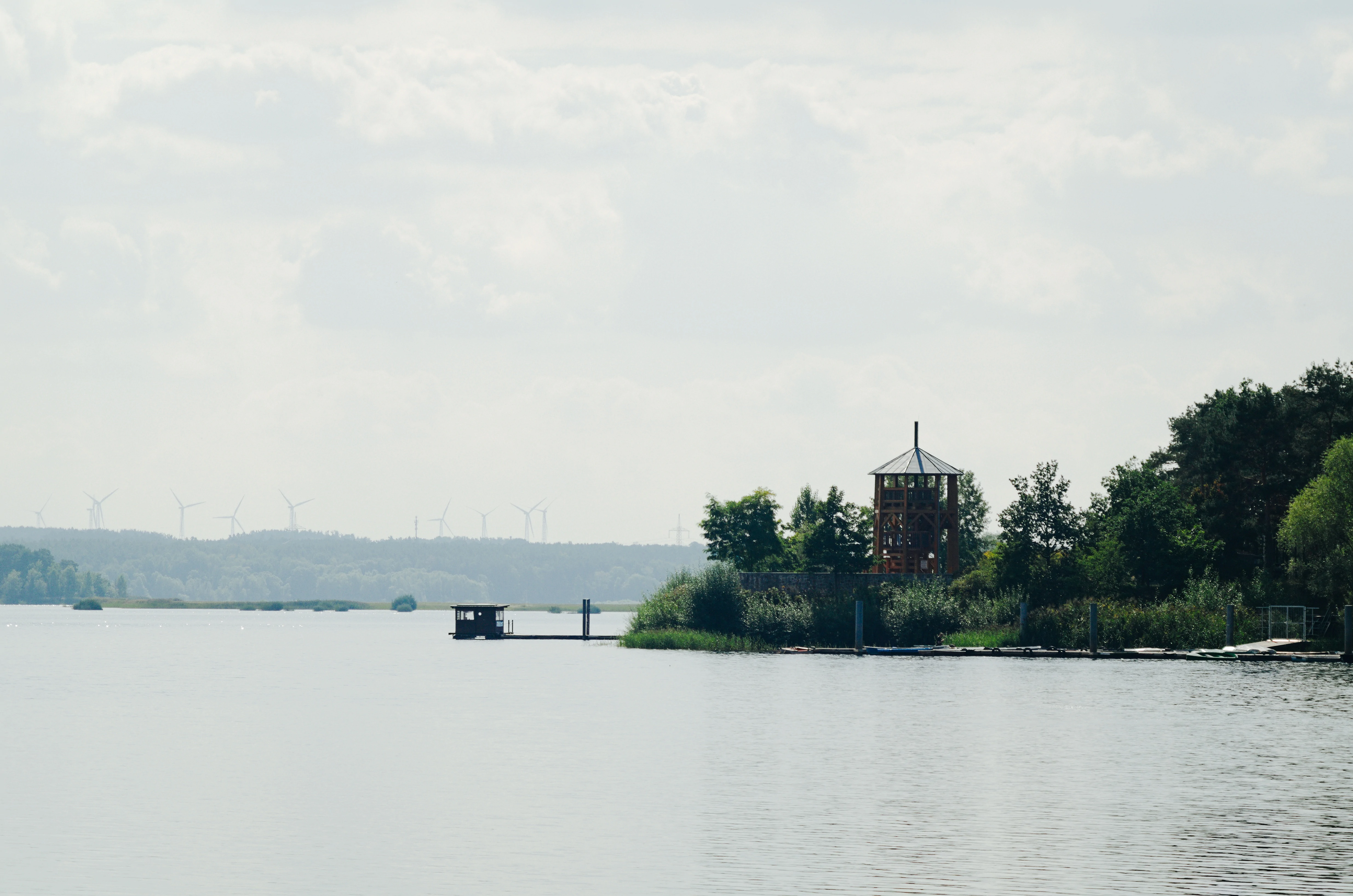
Talsperre Spremberg mit Aussichtsturm bei Klein Döbbern

An der Talsperre Spremberg wurde in der Gemarkung von Klein Döbbern ein Seestrand mit Spielplatz, Minigolfanlage und Imbissen angelegt, am Ufer der Talsperre befinden sich zudem Wochenendsiedlungen. 2005 wurde der Aussichtsturm Talsperre Spremberg gebaut. Dieser ist eine Holzkonstruktion mit Zeltdach und hat eine Höhe von etwa zehn Metern. An dem Strand finden jährlich die Wasserfestspiele Neuhausen mit Drachenbootrennen statt.

## Bevölkerung
Für das Jahr 1818 verzeichnete Klein Döbbern 236 Einwohner. In der folgenden Zeit stieg die Einwohnerzahl auf 394 im Jahr 1871 und ging danach wieder leicht zurück. Vor Beginn des Zweiten Weltkrieges lebten in Klein Döbbern 316 Einwohner, im Jahr 1950 hatte der Ort 350 Einwohner. Dieser Anstieg geht hauptsächlich auf Heimatvertriebene zurück. In der DDR lag Klein Döbbern im Bergbauschutzgebiet, dem Ort drohte zeitweise die Devastierung. Unter anderem aufgrund des damit einhergehenden Baustopps sank die Einwohnerzahl bis zur Wiedervereinigung auf 212 (Stand 3. Oktober 1990), im folgenden Jahr fiel die Einwohnerzahl sogar kurzzeitig auf unter 200. Seitdem ist die Einwohnerzahl wieder steigend. Bei der letzten Erhebung vor der Gemeindeauflösung hatte Klein Döbbern 358 Einwohner.
Klein Döbbern war bis ins 20. Jahrhundert hinein weitgehend sorbisch/wendisch geprägt. Eine offizielle Untersuchung im Auftrag des Lübbener Konsistoriums besagte im Jahre 1812, dass „die wendische Sprache in allen Dörfern“ der Gemeinde „vorherrschend“ sei und dass es in der gesamten Parochie nur 12 Familien gäbe, bei denen Deutsch gesprochen würde. Laut preußischer Statistik waren im Jahr 1867 rund zwei Drittel der Einwohner sorbischsprachig. Dem gegenüber beschreibt der sorbische Volkskundler Arnošt Muka Klein Döbbern im Jahr 1884 noch als „vollkommen sorbisch“, von den 377 Einwohnern waren 370 Sorben. Sorbischsprachigen Schulunterricht gab es damals bereits nicht mehr. Bis 1956 ist die sorbische Sprache vollständig aus dem Alltag verschwunden, zu diesem Zeitpunkt gab es keinen aktiv sorbischsprachigen Einwohner mehr und nur einen Einwohner mit entsprechenden Sprachkenntnissen.
Einwohnerentwicklung von 1875 bis 2003
| Jahr | Einwohner |
| ---- | --------- |
| 1875 | 383       |
| 1890 | 390       |
| 1910 | 343       |

| Jahr | Einwohner |
| ---- | --------- |
| 1925 | 350       |
| 1933 | 309       |
| 1939 | 316       |

| Jahr | Einwohner |
| ---- | --------- |
| 1946 | 336       |
| 1950 | 360       |
| 1964 | 305       |

| Jahr | Einwohner |
| ---- | --------- |
| 1971 | 294       |
| 1981 | 252       |
| 1985 | 234       |

| Jahr | Einwohner |
| ---- | --------- |
| 1989 | 214       |
| 1996 | 299       |
| 2003 | 358       |

Gebietsstand des jeweiligen Jahres